# Rushdy Abaza
Rushdy Said Bughdady Abaza conhecido como Rushdy Abaza (do Árabe: رشدي أباظة‎), (Almançora, Egito em 03 de agosto de 1926-27 de agosto de 1980) foi um Ator Egípcio.

## Família
Rushdy Abaza nasceu de pai egípcio, Said Abaza, pertencente à rica Família Abaza (en:Abaza family), uma das famílias mais conhecidas do Egito e da origem distante Circassian Adyghe, e mãe italiana Tereza Luigi. Frequentou a escola em Collège Saint Marc em Alexandria.
Do lado do seu pai, ele tem três meia-irmãs, Ragaa, Mounira, Zeinab e um meio-irmão, Fikri (um ator). Do lado de sua mãe, ele tem um meio-irmão Hamed. Seu único filho é uma filha, Qismat.

## Casamentos
- Tahiya Karioka: Uma Egipcia atriz e dançarina.
- Barbara: American wife and mother of his daughter
- Samia Gamal: Uma Egipcia dançarina; seu mais longo casamento.
- Sabah: Famosa Cantora Líbanesa.[2]
- Nabila Abaza: Sua prima.

## Filmografia
1948
- Al-Millionaira al-Saghira, also known as The Little Millionaire

1949
- Zou al-Waghain, a.k.a. The Man with Two Faces

1950
- Amina, 1950.
- Emraa Menn Nar, a.k.a. A Woman of Fire

1952
- Al-Osta Hassan, a.k.a. Hassan the Craftsman
- El-Montasser, a.k.a. The Conqueror
- Awladi, a.k.a. My Children

1953
- Shamm al-Nesseem, a.k.a. The Spring Festival
- Mouamara, a.k.a. Conspiracy

1955
- Erham Domouie, a.k.a. Pity My Tears
- Enni Rahhela, a.k.a. I Depart
- Gaaluni Mogremann, a.k.a. They Made Me a Murderer
- Arayess Fel-Mazad, a.k.a. Brides for Auction
- Fortune carrée a.k.a. Square Fortune

1956
- Mann al-Qattel?, a.k.a. Who Is the Murderer?
- Mawed Gharam, a.k.a. Appointment of Love
- Bahr al-Gharam, a.k.a. Sea of Love
- Ismaeel Yassin fel-Boliss, a.k.a. Ismaeel Yassin in the Police
- Ezzay Ansak, a.k.a. How Would I Forget You
- The Ten Commandments
- Dalila.

1957
- Tamr Henna, a.k.a. Tamarind
- Port Said
- Lan Abki Abadan, a.k.a. I Shall Never Weep

1958
- Jamila, a.k.a. Jamila Buhreid
- Emraa fel-Tareeq, a.k.a. A Woman on the Road
- La Anam, a.k.a. Sleepless
- Soultan, 1958.
- Tareeq al-Ammal, a.k.a. The Road of Hope
- Toggar al-Moat, a.k.a. Death Merchants.
- Qoloob al-Azara, a.k.a. Hearts of the Virgins

1959
- Seraa Fel-Nil, a.k.a. Struggle on the Nile
- Ana Baree'a, a.k.a. I am Innocent
- Bafakkar Felli Nassini, a.k.a. Thinking of Who Forgot Me
- Qatte' Tareeq, a.k.a. The Highwayman
- Maleesh Gherak, a.k.a. I Have None But You
- Samraa Sina, a.k.a. The Brunette of Sinai

1960
- Al-Moraheqat, a.k.a. Teenage Girls
- Ana wa Ommi, a.k.a. My Mother and I
- Kholkhal Habeebi, a.k.a. My Love's Bugle
- Leqaa Fil-Ghoroob, a.k.a. Meeting at Sunset
- Malak wa Shaytan, a.k.a. Angel and Devil
- Mufattesh al-Mabaheth, a.k.a. The Police Inspector
- Nehayat al-Tareeq, a.k.a. End of the Road
- Al-Raggol al-Thani, a.k.a. The Second Man
- Ya Habeebi, a.k.a. My Beloved

1961
- Bela Awdah, a.k.a. No Return
- Fi Bayttena Raggol, a.k.a. A Man in Our House
- He Talata
- Hob wa Herman, a.k.a. Love and Deprivation
- Qalb Fi Zalam, a.k.a. Heart in the Shadows
- Al-Zogah Raqam Talattashar, a.k.a. Wife Number 13

1962
- Wa Islamah, a.k.a. Oh Islam
- Sett el-Banat, a.k.a. The Lady of All Women
- Ah Menn Hawwa, a.k.a. Beware of Eve
- Shahidat al-Hob al-Elahi, a.k.a. Martyr of Divine Love

1963
- La Waqt lel-Hob, a.k.a. No Time for Love
- Al-Maganin Fi Naeem, a.k.a. The Insane Are in Bliss
- Tareeq al-Shaytan, a.k.a. The Way of the Devil
- Al-Saherra al-Saghira, a.k.a. The Young Charming
- Aroos al-Nil, a.k.a. Bride of the Nile

1964
- Al-Tareeq, a.k.a. The Road) .
- Al-Shayatin al-Talata, a.k.a. The Three Devils

1965
- Ganab al-Safeer, a.k.a. His Excellency the Ambassador

1966
- Saghira Ala Al-Hob, a.k.a. Too Young to Love
- Zawga Menn Paris, a.k.a. A Wife from Paris
- Howa wal-Nessaa, a.k.a. He and Women
- Al-Moshagheboon, a.k.a. Troublemakers
- Shaqqet Al-Talabba, a.k.a. The Students' Apartment
- Addow Al-Maraa, a.k.a. Enemy of Women
- Shaqawet Reggala, a.k.a. Naughty Men

1967
- Al-Aib, a.k.a. Shame
- Endama Nohheb, a.k.a. When We Love
- Gareema fil-Hayy al-Hadi, a.k.a. Crime in the Calm District
- Al-Qobla al-Akhira, a.k.a. The Last Kiss

1968
- Baba Ayez Keda, a.k.a. Dad Wants So
- Hawwaa ala al-Tareeq, a.k.a. Eve on The Road
- Al-Massageen al-Thalatha, a.k.a. The Three Prisoners
- Raw'at el-Hob, a.k.a. The Beauty of Love.

1969
- El Shoug'an el Thalatha
- Nos Sa'a Gawaz, a.k.a. half an Hour of marriage

1970
- Al-Ashrar, a.k.a. Evil Men
- Nar al-Shouq, a.k.a. Flame of Crave
- Al-Sarab, a.k.a. The Mirage
- Al-Hob al-Daaie, a.k.a. The Lost Love
- Ghoroob wa Shorouq, a.k.a. Sunset and Sunrise
- Zawga le-Khamsat Regal, a.k.a. Wife of Five Men

1971
- Emraa wa Raggol, a.k.a. A Woman and A Man
- Shay' fi Sadri, a.k.a. Something in My Heart

1972
- Ebnati al-Aziza, a.k.a. My Dear Daughter
- Emraa le-Koll al-Regal, a.k.a. A Woman for All Men
- Saaett al-Sefr, a.k.a. Zero Hour

1974
- Hekayti Maa Al-Zaman, a.k.a. My Story with Life
- Ayna Aqli, a.k.a. Where is My Mind

1975
- Oreedo Hallan, a.k.a. I Want a Solution
- Youm al-Ahad al-Damy, a.k.a. Bloody Sunday
- Abadan Lann Aaoud, a.k.a. I Shall Never Come Back

1976
- Tawheeda

1977
- Ah Ya Leil Ya Zamman, a.k.a. Oh Night, Oh Life

1978
- Wa Daa al-Omr Ya Waladi, a.k.a. Life Has Gone, My Son
- Al-Qadi wal-Gallaad, a.k.a. The Judge

1979
- Le-Mann Toshreq al-Shams, a.k.a. For Whom the Sun Rises?

1980
- Daerrat al-Shakk, a.k.a. Circle of Suspicion
- Azkeyaa Lakken Aghbeyaa, a.k.a. Intelligent But Stupid